# Marisa Gallén
Marisa Gallén Jaime (Castellón de la Plana, 1958) es una diseñadora española. En 2019, fue la ganadora del Premio Nacional de Innovación y de Diseño que otorga anualmente el Ministerio de Industria de España y la Fundación BCD (Barcelona Centro de Diseño).

## Biografía
Gallén nació en Castellón en 1958. Se trasladó a Valencia para estudiar Bellas Artes en la Escuela de San Carlos, en la Universidad de Valencia. Fue una de las fundadoras del colectivo de diseño La Nave en 1984, junto, entre otros diseñadores, a Sandra Figuerola Peiró, con la que había trabajado desde 1982. El colectivo La Nave fue referencia en el mundo del diseño en Valencia en los años 80.
Después de la disolución de La Nave, Gallén y Figuerola crearon el Estudio Ni, junto con José Juan Belda y Luis González. En 1997 Gallén y Figuerola abrieron estudio propio dedicado principalmente al diseño gráfico, y haciendo pequeñas incursiones en el diseño industrial, textil y otros trabajos donde se combinan el diseño industrial y el diseño gráfico.
Gallén ejerció la docencia del diseño en la Universidad CEU San Pablo entre 1993 y 2000. En 2016, colaboró con la Universidad Politécnica de Valencia, el Año Pinazo, la Acadèmia Valenciana de la Llengua y con la Fundació Per Amor a l’Art, e impulsó el centro de arte BombasGens.
También fue presidenta de la Asociación de diseñadores de Valencia entre 1999 y 2001, y de «Valencia, Capital Mundial del Diseño 2022», la asociación que marcó el inicio del World Design Capital Valencia 2022, y que hará de Valencia la Capital Mundial del Diseño en 2022.
Dirige, junto a Carmina Ibáñez, el estudio de diseño gráfico Gallén+Ibáñez, situado en la calle Carniceros, en el barrio de Velluters del distrito de Ciutat Vella en Valencia. En 2020, diseñaron la imagen de la línea cosmética lanzada por Mercadona en Portugal y España.
Entre sus obras cabe mencionar la fuente Diablo (1989), diseñada para la empresa italiana Alessi.
Durante 20 años, ha sido la encargada de crear la imagen gráfica de Ensems, el Festival internacional de música contemporánea organizado por la Generalidad Valenciana. También ha diseñado catálogos de arte, la promoción de la Companya de Teatre Micalet, Dansa València, Amores grup de Percussió y Grup Instrumental de València.

## Exposiciones
En 2000, participó en la exposición organizada por el Instituto Valenciano de Competitividad Empresarial (IMPIVA) y el Ministerio de Economía, Signos del siglo: 100 años de diseño gráfico en España, en el Museo Nacional Centro de Arte Reina Sofía, muestra que reconocía la aportación de los diseñadores españoles, organizada entre marzo y mayo de 2000, en la que junto a ella participaron otros diseñadores valencianos como Javier Mariscal.
En junio de 2019, participó en la exposición 30 años de diseño industrial en la UPV junto a casi un centenar de diseños aplicados a diversos sectores. En abril de 2021, participó con su trabajo en la colección «Iconos del diseño valenciano. Del 1930 al 2022».

## Reconocimientos
En 2010, consiguió el Premio Tendencias VLC al mejor diseñador gráfico. En 2019, recibió el Premio Nacional de Innovación y de Diseño en la modalidad de Diseño, en la categoría ‘Profesionales’ por su amplia trayectoria, global e innovadora. Recibió la Medalla de Bellas Artes de San Carlos, el reconocimiento Mestres, la cadena del Fomento de las Artes y el Diseño (FAD) y el Premio especial del jurado de la revista Economía 3 por el XXV Aniversario del colectivo La Nave.